# كامبو دي أودونيل
كان كامبو دي أونيل استاد متعدد الاستخدامات في مدريد، إسبانيا . لا ينبغي الخلط بين الملعب وكامبو دي أودونيل (أتلتيكو مدريد) الخاص بنادي أتلتيكو مدريد، الذي يحمل نفس الاسم ويقع على بعد 200 متر في نفس الشارع.  كان في البداية حقلًا في منطقة أودونيل، بجوار الشارع الرئيسي المسمى كالي دي أودونيل. أصبح الملعب الرئيسي لريال مدريد في عام 1912. قدرة الملعب كان 5000 متفرج. في عام 1923 أغلق الملعب.
استضاف الملعب أربع نهائيات: نهائي كأس ملك إسبانيا 1908، ونهائي كأس ملك إسبانيا 1909 ، نهائي كأس ملك إسبانيا 1913 ، و نهائي كأس ملك إسبانيا 1918.

## روابط خارجية
- Estadios de España (بالإنجليزية)